# Záchranáři (film, 2006)
Záchranáři (v anglickém originále The Guardian) je americký dobrodružný film z roku 2006, který režíroval Andrew Davis. Ve filmu hrají Kevin Costner a Ashton Kutcher. Anglický název filmu odkazuje na legendární postavu, která ve filmu chrání lidi ztracené na moři: „the Guardian“. Film se zaměřuje na Pobřežní stráž Spojených států a její program Aviation Survival Technician. Snímek byl uveden do amerických kin 29. září 2006-

## Děj
Ben Randall je nejzkušenější záchranář v programu leteckých techniků pobřežní stráže (AST), ale jeho náročná práce zničila jeho manželství. Během záchranné akce ztratí svou posádku při havárii vrtulníku HH-60J Jayhawk na moři. V záchranném člunu umírá jeho nejlepší přítel Carl Billings a Ben, sužovaný pocitem viny, je převelen jako instruktor do výcvikového střediska pobřežní stráže v Louisianě.
Jedním ze studentů je Jake Fischer, bývalý vrcholový plavec, který odmítl stipendia na prestižních univerzitách, aby se přidal k pobřežní stráži. Jake se během výcviku seznámí s místní učitelkou Emily Thomas a naváže s ní vztah.
Ben je k rekrutům tvrdý a snaží se Jakea vyštvat, ale postupně si všímá jeho houževnatosti. Jake se v baru dozví, že Ben kdysi zachránil všechny pacienty z hořící nemocniční lodi, přestože utrpěl vážná zranění. Později Jake pomáhá kamarádovi, který má strach z panikařících obětí, a vezme ho do námořního baru. Tam se dostanou do rvačky a skončí ve vězení. Ben Jakea konfrontuje a dozvídá se, že jako jediný přežil autonehodu, při níž zahynul celý jeho plavecký tým. Sdílí své pocity přeživších a jejich vztah se prohloubí.
Při promoci je Jake uznávaným lídrem, ale s Emily se loučí, protože je přidělen na základnu v Kodiaku na Aljašce, kde předtím sloužil Ben. Společně jsou vysláni zachránit dva kajakáře uvězněné v jeskyni. Ben prožívá flashbacky a Jake musí vést záchranu, která je nakonec úspěšná. Ben však po misi rezignuje a smíří se s rozvodem.
Během mise na záchranu posádky potápějícího se rybářského trawleru se Jake ocitne v pasti. Když se vrtulník musí vrátit na základnu, Ben se rozhodne Jakea zachránit sám. Osvobodí ho, ale při vyzvedávání na laně hrozí jeho přetržení. Ben se odpojí, aby Jake přežil, a zřítí se do moře. Jeho tělo není nikdy nalezeno.
Později Jake zachraňuje trosečníka, který vypráví legendu o Strážci (The Guardian), což Jake spojuje s Benem. Vrací se do města a znovu se shledává s Emily.